# 乙女戦争

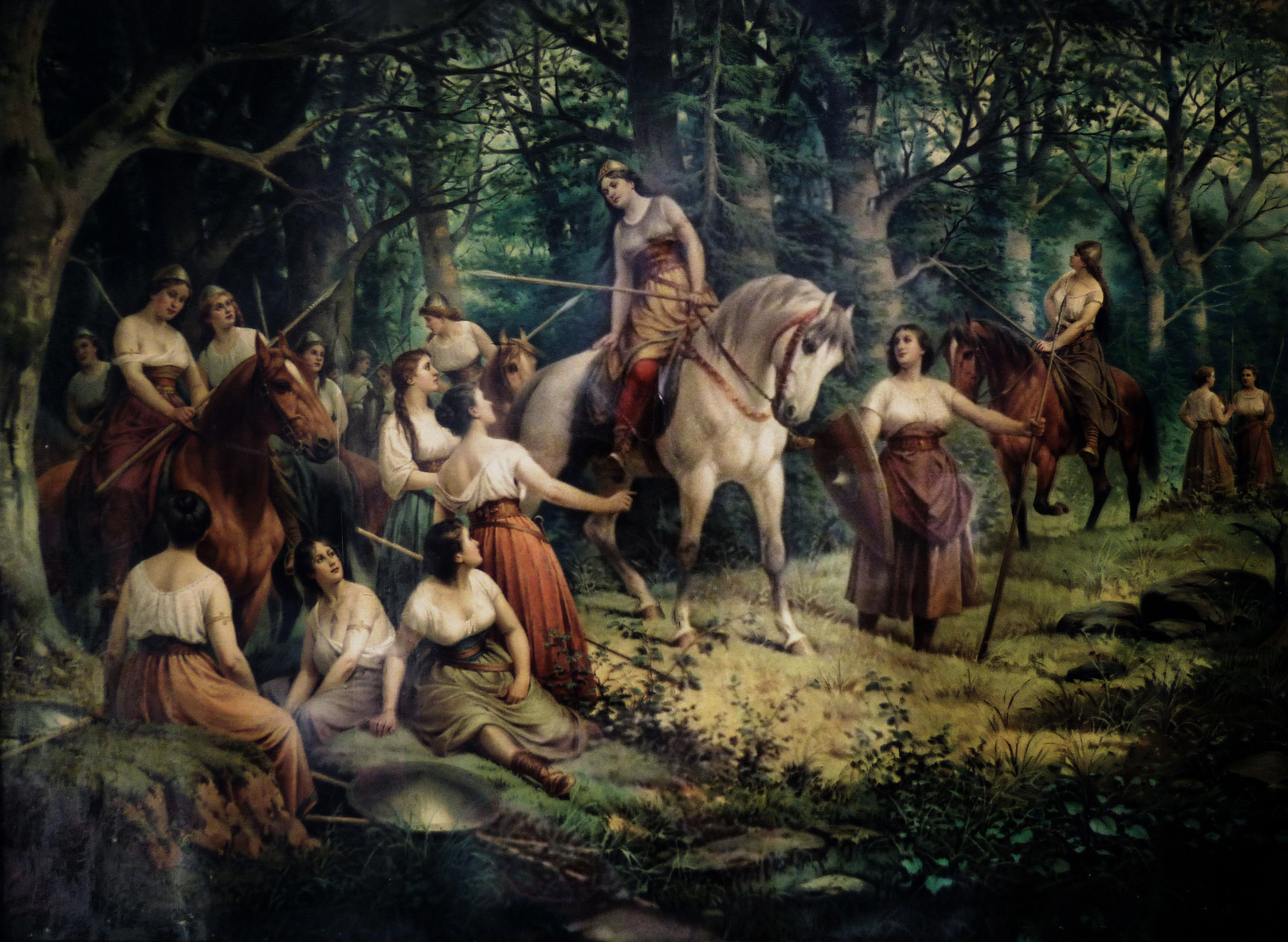
武器を手に取って立ち上がった女たち

乙女戦争（おとめせんそう、チェコ語: Dívčí válka）は、チェコの伝説。「娘たちの戦い」など、さまざまに日本語訳される。

## 物語

### 蜂起
偉大な予言者であったリブシェ亡き後、男たちは女を再び見下すようになった。女たちは憤慨し、権力と復讐のために武器を手に取った。指揮を執ったのは、かつてリブシェの侍女頭だったヴラスタであった。女たちは結束し、「ヂェヴィーン」という新城に集結し、男たちはそこから少し離れたヴィシェフラドに籠った。
リブシェに先立たれたその夫プシェミスル公は、武装した一人の女がいくつもの男の死体を踏みつけ、盃に男の血を集めて貪り飲むという光景を夢で見た。それゆえ、女たちとの戦いを狩りのようなものだと侮る男たちにプシェミスル公は警告したが、彼らはその警告を気にも留めなかった。

### シャールカ

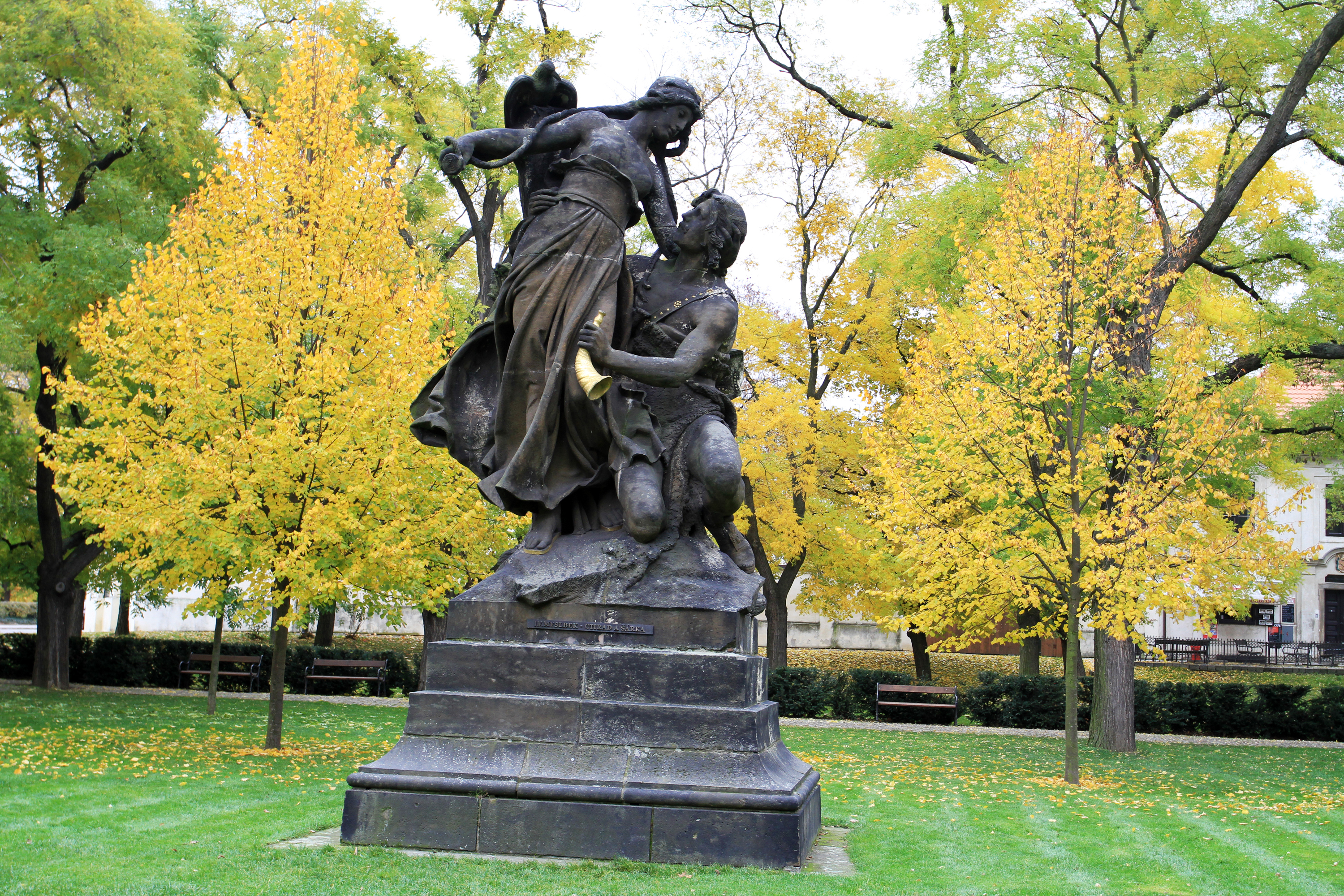
縛り付けられたシャールカを救うツチラトの像。ツチラトは手に彼女の角笛を持っている

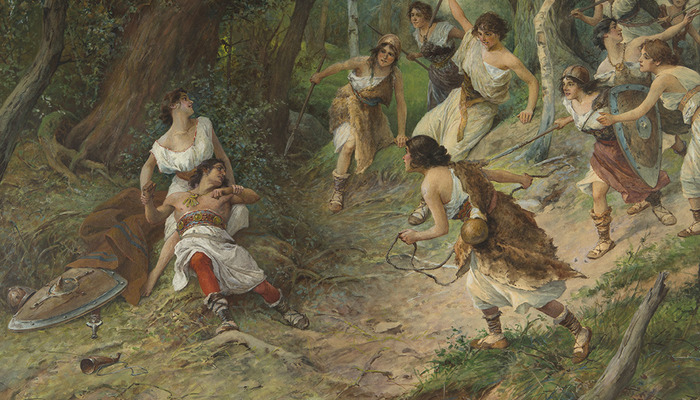
ツチラトを騙し討ちにするシャールカ

女たちは基本的に戦いを優位に進めた。しかし、ツチラトという勇敢な男に、多くの女が殺されていた。そこで女たちは一計を案じた。
ツチラトとその従者たちはプラハ城に向かう途中、シャールカという女がカシの大木の幹に縛り付けられているのを見つけた。彼女は言った。ヂェヴィーン城の女たちに林の中で襲われ、城に連れていかれて彼女たちの悪事に加担させられるところだった。しかし馬の足音が聞こえてきたため、女たちは自分を手放して逃げていったのだと。
シャールカは縄を解いてくれたツチラトに礼を言い、蜜酒を飲ませた。そしてツチラトが何杯も蜜酒を飲んで酔った後、シャールカは首に掛けた角笛を思いきり吹いた。すると武装した女の一群が現れ、ツチラトの従者たちを殺害し、ツチラトを捕虜とした。その後ツチラトは車裂きの刑に処された。
なお、この事件が起きた渓谷のある自然公園は、今日でも「ディヴォカー・シャールカ」という名で呼ばれている。この謀略は、乙女戦争の出来事の中でも特に有名で、ベドルジハ・スメタナの連作交響詩『わが祖国』の第3曲『シャールカ』など、多くのチェコの国民楽派の作品の題材にもなっている。

### 女たちの最期

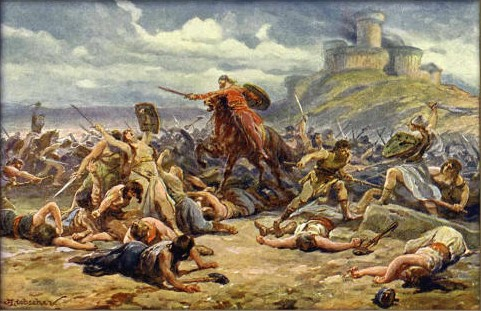
男たちと女たちの最後の戦い (画)アドルフ・リープシャー

ツチラトが惨たらしく殺害されて晒しものにされているとの一報を受けて、国中の男が激怒した。彼らは多くの娘を殺し、またヴィシェフラドに連れていった。これを聞いて女の指揮官であるヴラスタもまた怒り、全軍を率いてヴィシェフラドに向かった。男たちは城を打って出て、激しい戦いが始まった。
怒りに駆られたヴラスタは男たちの真っただ中に飛び込み、孤立した。剣を振り回すこともできず、ヴラスタは馬から引きずり降ろされて切り刻まれた。指揮官を失った女たちは、戦場から逃げ出し始めた。女たちの多くは敗走中に倒れ、ヂェヴィーン城に逃げ込んだ女たちも、彼女たちを追って同時にヂェヴィーン城に突入した男たちによって殺される運命にあった。男たちは、たとえ姉妹や血縁の者であっても、ツチラトや仲間たちを殺した女たちを許さなかった。
その後、かつての掟と定めが復活し、プシェミスル公が一人でチェコを統治した。もはや女たちが反対の声を上げることはなかった。

## 乙女戦争を題材にした作品
- ベドルジハ・スメタナによる交響詩『シャールカ』（連作交響詩『わが祖国』第3曲）
- レオシュ・ヤナーチェクによるオペラ『シャールカ（チェコ語版）』
- ズデニェク・フィビフによるオペラ『シャールカ』
- 大西巷一によるマンガ『乙女戦争 ディーヴチー・ヴァールカ』